# Lihyan

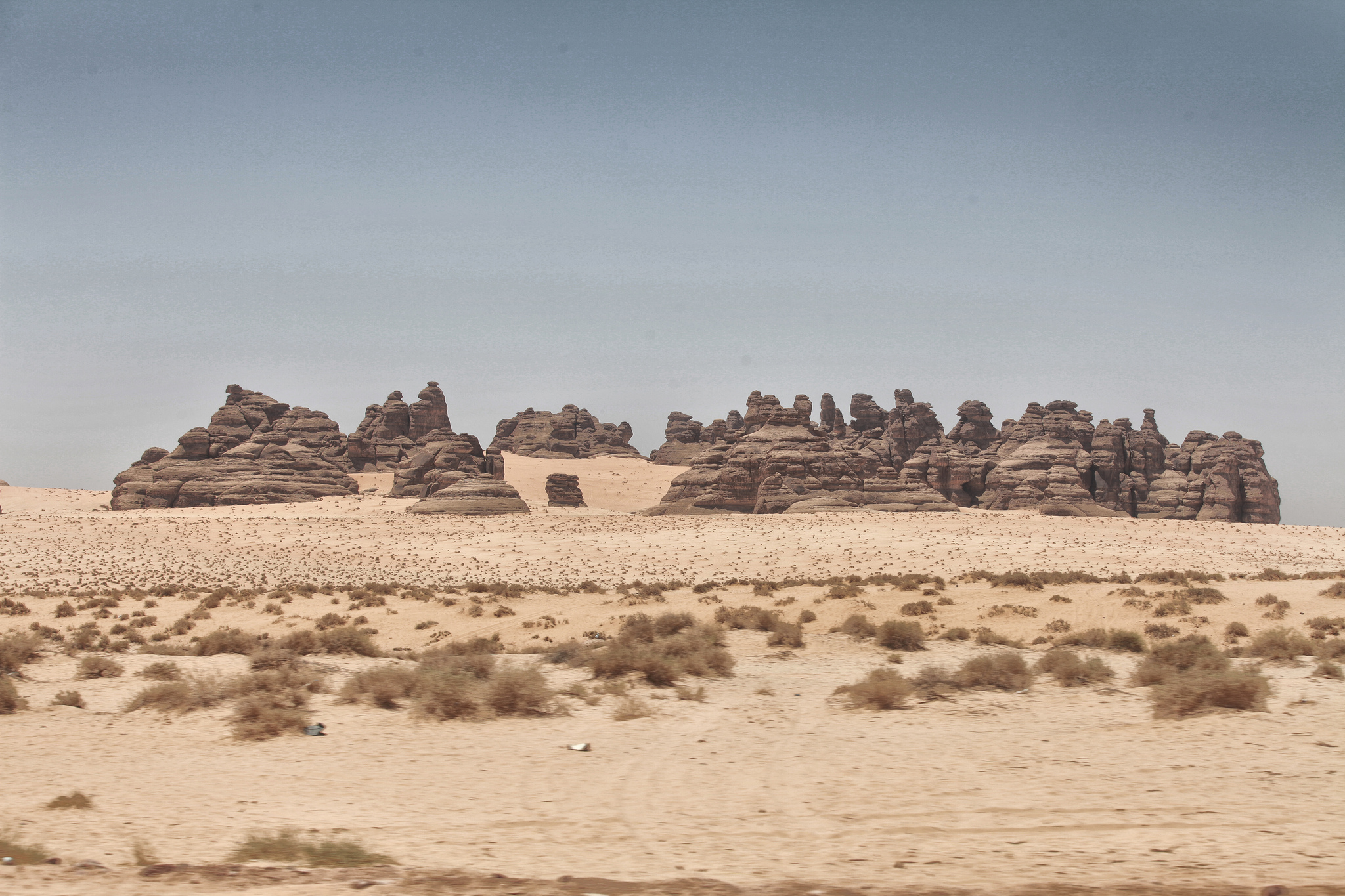
Archäologische Überreste des prähistorischen Königreichs von Lahyan

Das antike Reich Lihyan der Lihyaniten befand sich in der heutigen Oase von al-ʿUla, etwa 150 km südwestlich von Tayma im nordwestlichen Saudi-Arabien und lag an der Weihrauchstraße. Es gibt Inschriften aus dem 6. bis 4. vorchristlichen Jahrhundert.
Der Hauptort war das aus der Bibel bekannte Dedan. Die lihyanische Sprache gilt als ein Dialekt des Nordarabischen. Andere heute ebenso verdrängte Dialekte waren das Safaitische, Thamudische von der Gegend um Tayma und das Hasaitische von al-Hasa. Für die frühe Variante des Lihyanischen wird oft die Bezeichnung Dedanitisch verwendet. Nach der Errichtung des Kalifats wurden diese Dialekte durch das Hocharabische verdrängt, das gleichfalls einen nordarabischen Dialekt darstellt.